# Cimetières juifs de Bordeaux
La ville de Bordeaux possède trois cimetières israélites, inscrits depuis 1995 comme monuments historiques. L’un se situe cours de la Marne, le deuxième cours de l’Yser et le dernier rue Sauteyron. Seul le cimetière situé cours de l’Yser est fonctionnel et régulièrement ouvert au public. 

## Histoire des Juifs à Bordeaux
En 1478 est instaurée une bulle pontificale par le pape Sixte IV mettant en place l'Inquisition espagnole sur demande des Rois catholiques. Cette nouvelle juridiction a pour objectif d’éradiquer les cultes et pratiques judaïques en Espagne. De fait, trois choix sont laissés aux Juifs espagnols : la conversion au christianisme, l'exil ou la mort.
En 1492, Isabelle la Catholique ordonne leur expulsion, cette décision est très vite imitée par le royaume du Portugal. Près d'un tiers des Juifs ne survivent pas aux procès inquisitoires, d'autres prennent la décision de partir au Maghreb, en Afrique du Nord, en Turquie mais également dans les pays d'Europe du nord comme à Amsterdam. Certains vont en France ou y transitent, notamment dans le Sud-Ouest, à Bayonne et Bordeaux. C'est dans cette ville que les Juifs s'épanouissent et prospèrent dans le commerce maritime. Par ailleurs, ils bénéficient d'un statut exceptionnel accordé par les rois de France. Plusieurs droits leur sont donnés en échange d'un impôt : exercer leur culte, commercer et pratiquer des métiers qui leur sont interdits ailleurs. Certains parviennent à se hisser au sein de la société par le biais de la médecine et du commerce triangulaire. Rappelons ici que Bordeaux est l'un des premiers ports de France à l'époque moderne et que de nombreux entrepôts sont montés afin de recueillir les denrées issues de ce commerce. Ainsi, il n'est pas étonnant de constater que les premiers députés juifs de l'Assemblée constituante de 1789 viennent de la « Belle Endormie ».
L'histoire des Juifs portugais prend un tournant au cours de la Seconde Guerre mondiale notamment en la personne d'Aristides de Sousa Mendes, consul portugais à Bordeaux. En 1940, Salazar, le président du Conseil des ministres du Portugal, passe un pacte dit Pacte ibérique avec Franco afin d'empêcher les troupes allemandes de traverser le pays. À la suite de ce pacte, Salazar décide de changer sa politique étrangère en demandant aux diplomates portugais de refuser l'octroi de visas aux personnes souhaitant fuir la France tels que les Juifs. La légende voudrait qu'ayant appris la nouvelle, Sousa Mendes se serait enfermé pendant trois jours dans sa chambre avant de prendre position contre les ordres de Salazar. En l'espace de quelques semaines, environ 10 000 Juifs sont sauvés . Aujourd'hui, l'unité juive a su être préservée et la Grande synagogue de Bordeaux, de par son architecture et ses motifs orientaux, témoigne de ce mélange culturel.

## Caractéristiques des cimetières juifs bordelais
L’agencement des cimetières juifs bordelais n’est pas anodin : les tombes sont alignées en rangs ; les dalles sont rectangulaires, et on appelait la pierre tombale « matzevah », de son nom hébreu. On trouve, dans chacun des cimetières juifs bordelais, des épitaphes en espagnol, en portugais, en hébreu et des symboles caractéristiques des communautés juives, comme l’étoile de David ou le chandelier à sept branches. À Bordeaux, c'est dans le faubourg Saint-Seurin  qu'est abrité le plus vieux cimetière recensé. L’inscription par l’archevêché de Bordeaux du nom du défunt dans un registre spécifique était nécessaire avant l’inhumation. Toutefois, les conjonctures du XVe siècle, avec l'Inquisition, font que de nombreux juifs espagnols et portugais se convertissent au christianisme. De fait, il est possible de retrouver ces nouveaux chrétiens inhumés dans les cimetières des couvents des Augustins ou des Carmes. Au XVIIIe siècle, à l’époque où ont été mis en service les cimetières juifs de Bordeaux, on dénombre environ 327 familles de juifs portugais.

## Cimetière des Juifs portugais (Cours de la Marne)

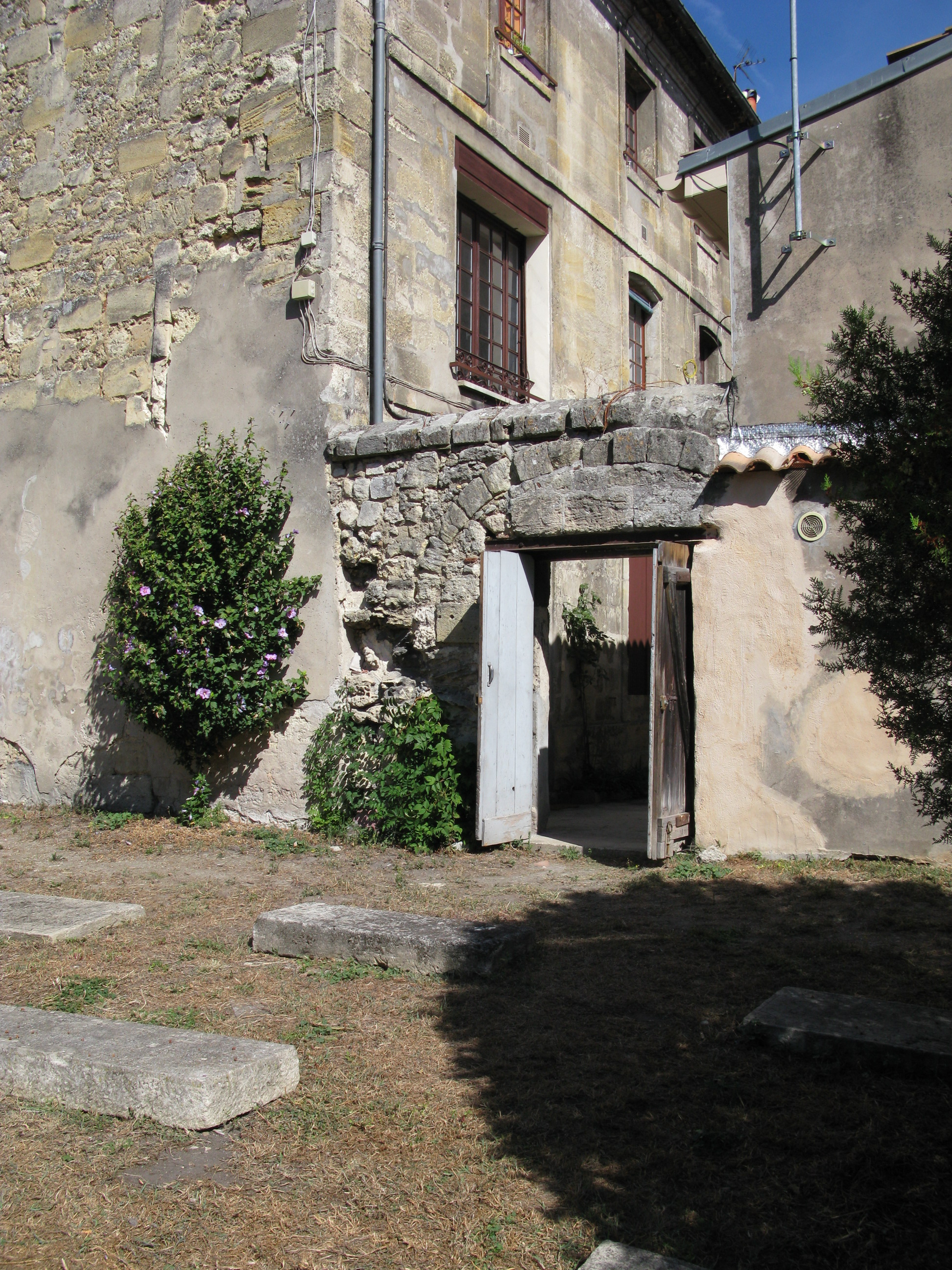
Une ancienne entrée du cimetière cours de la Marne

Prenant place au 105 cours de la Marne, il s'agit d'un terrain sous forme de jardin avec maison, qui était au Moyen Age un fief de Sainte-Croix, acquis pour 6 300 livres par le président de la communauté juive David Gradis en 1724, avant que ce dernier ne le lègue à la nation juive, quatre ans plus tard, soit à la fin de son acquittement total. L'acte notarié indique que « David Gradis ne fait la dite vente que pour faire plaisir à la dite communauté de la dite Nation portugaise ».
À l'époque, le syndic de la communauté juive devait demander l'autorisation aux jurats de l'Hôtel de ville pour inhumer les Juifs défunts et pour chacun d'eux, payer une taxe de 6 livres par permission accordée. L'origine de cette loi remonte à la « déclaration du Roy du 9 avril 1736 », qui a été appliquée jusqu'en 1787. La même démarche concernait également les protestants.

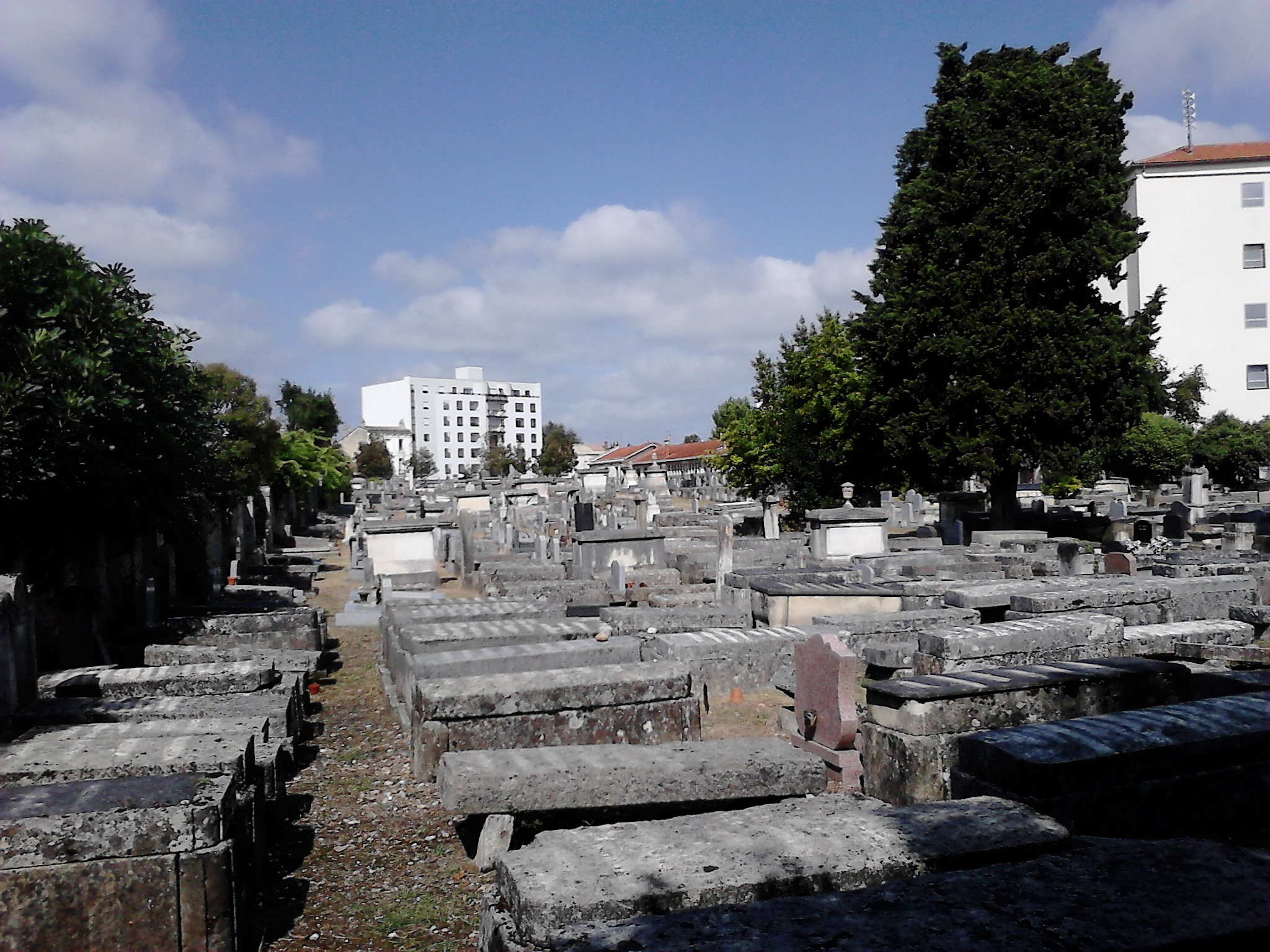
Cimetière du Cours de la Marne

Les cartels du cimetière nous apprennent que la plus ancienne tombe figurée est celle d’Ishac Pérès de mars 1725, un an après l’achat du terrain par David Gradis mais l'historien Georges Cirot précise que la première personne qui fut enterrée dans ce cimetière (qu'il appelle du « cours Saint Jean »), était Machaelle Lamegue (95 ans), le 29 décembre 1724. La plus récente est celle de David Lameyra (1788). Il a pu abriter jusqu’à huit cents tombes et a été totalement fermé en 1911.
La courte durée d’utilisation de ce cimetière s’explique par un manque de place dès les années 1760. De plus, le ministère de la guerre, souhaitant agrandir son terrain, obtient l’expropriation du tiers du cimetière. La communauté juive est donc obligée de récupérer les ossements des défunts afin de les transférer dans le cimetière du cours de l’Yser. Les pierres des tombes, dans la portion non expropriée qui reste du cimetière, sont cependant conservées et le terrain appartient toujours au consistoire juif. Il fait l’objet depuis 2001 d’une rénovation par l’Association Patrimoine Israélite d’Aquitaine (API) et la question de sa future utilisation se pose.

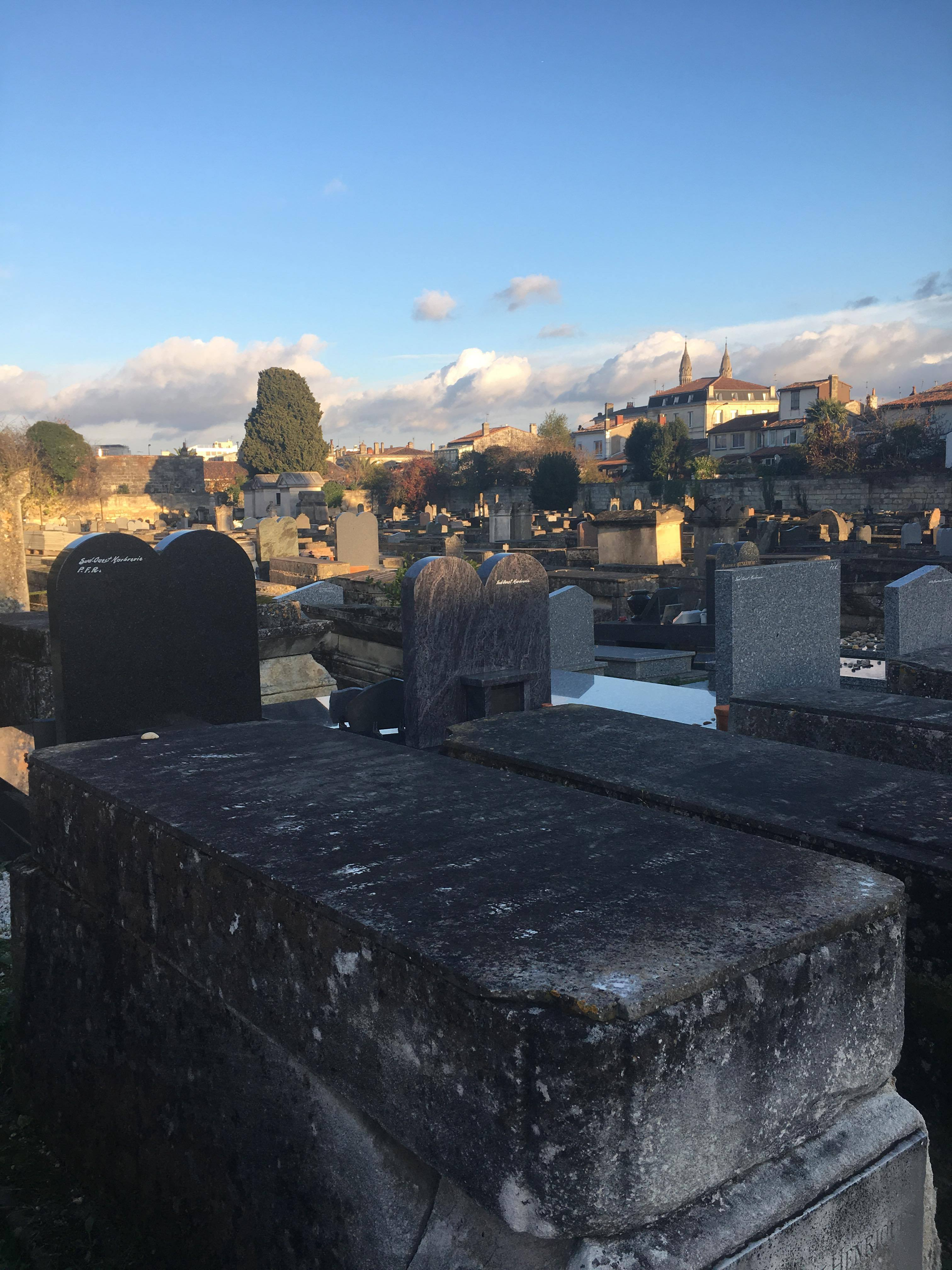
Vue globale du cimetière Cours de l'Yser

## Cimetière des Juifs portugais (Cours de l’Yser)
Le cimetière du cours de l’Yser est le plus grand des trois cimetières bordelais, le seul encore en fonction et dans lequel il est possible de se rendre aujourd’hui.
Toutes les communautés du judaïsme s’y côtoient. On peut y distinguer facilement les tombes des premières années (le cimetière ayant été acheté en 1764) de par leurs dalles sobres et rectangulaires. Dès le XIXe siècle, on y trouve plutôt des sarcophages, des cénotaphes, des stèles en forme de table de la loi. De nombreux juifs ashkénazes y sont enterrés. On compte un certain nombre de personnalités juives, notamment Hans et Pauline Herzl, enfants du créateur d’Israel Théodore Benjamin Zeev Herzl, ou encore le grand rabbin Joseph Cohen. On y trouve aussi un certain nombre de descendants de David Gradis.

## Cimetière des Avignonnais (Rue Sauteyron)
Le troisième et dernier cimetière juif de la métropole bordelaise se trouve au 49, rue Sauteyron. Il est toutefois à noter que dans ce dernier, il n'est plus possible de se faire inhumer depuis 1805. Sa création n'est pas anodine : au début du XVIIIe siècle, des familles issues de la région avignonnaise s’installent dans le bordelais. Rapidement vues comme des concurrentes aux négociants portugais, certaines sont expulsées, d’autres s’intègrent, à la condition d'enterrer leurs morts en dehors des cimetières existants. Ainsi se crée le cimetière dit « Des Avignonnais », en 1728, sur un terrain acheté par un certain David Petit, membre d’une des familles avignonnaises bordelaises. Il abrite une centaine de tombes.

## Galerie

Cimetières juifs du Cours de l'Yser et du Cours de la Marne (Bordeaux)
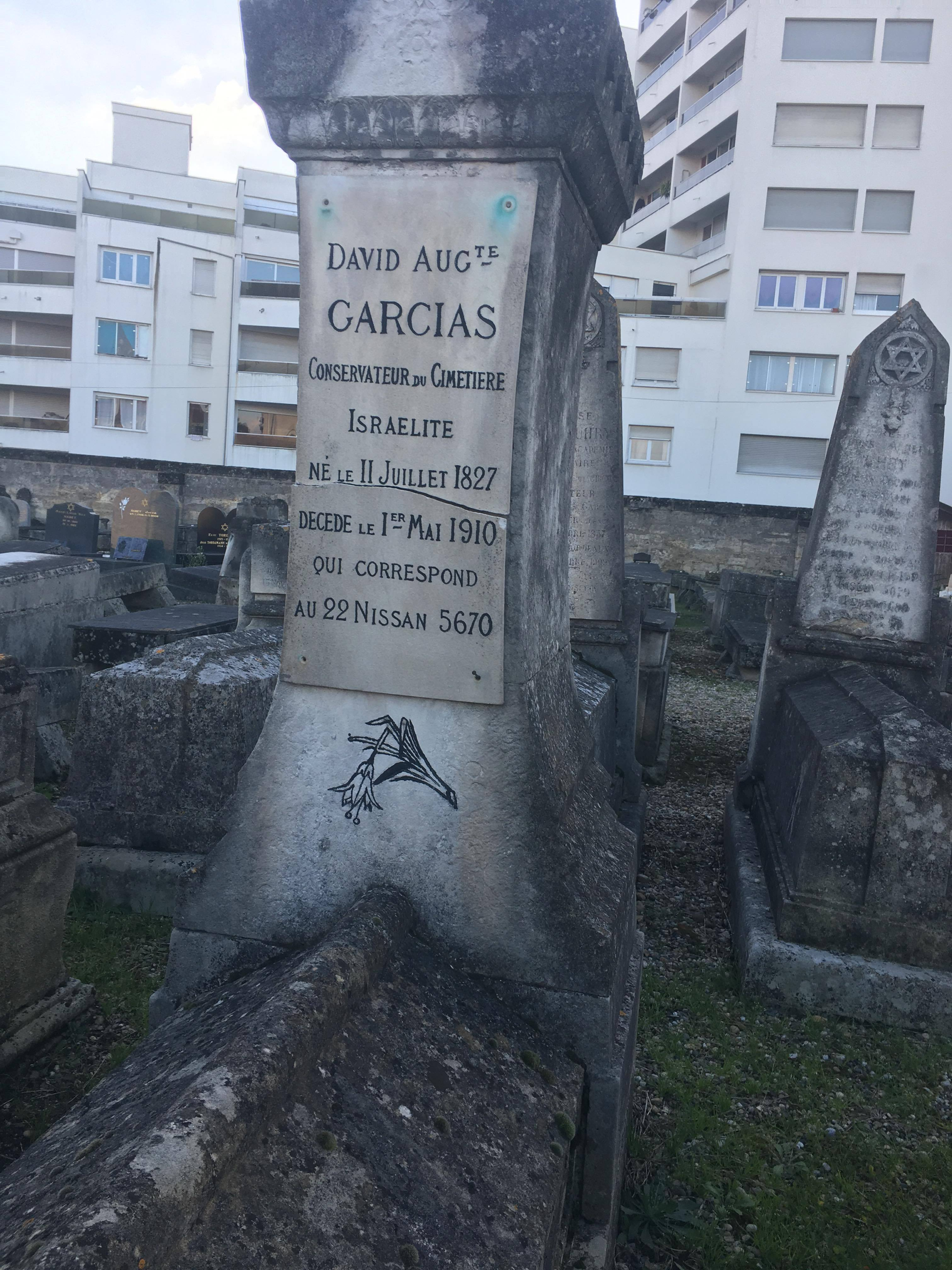
Tombe d'un ancien conservateur du cimetière au XIXe siècle, David Garcias
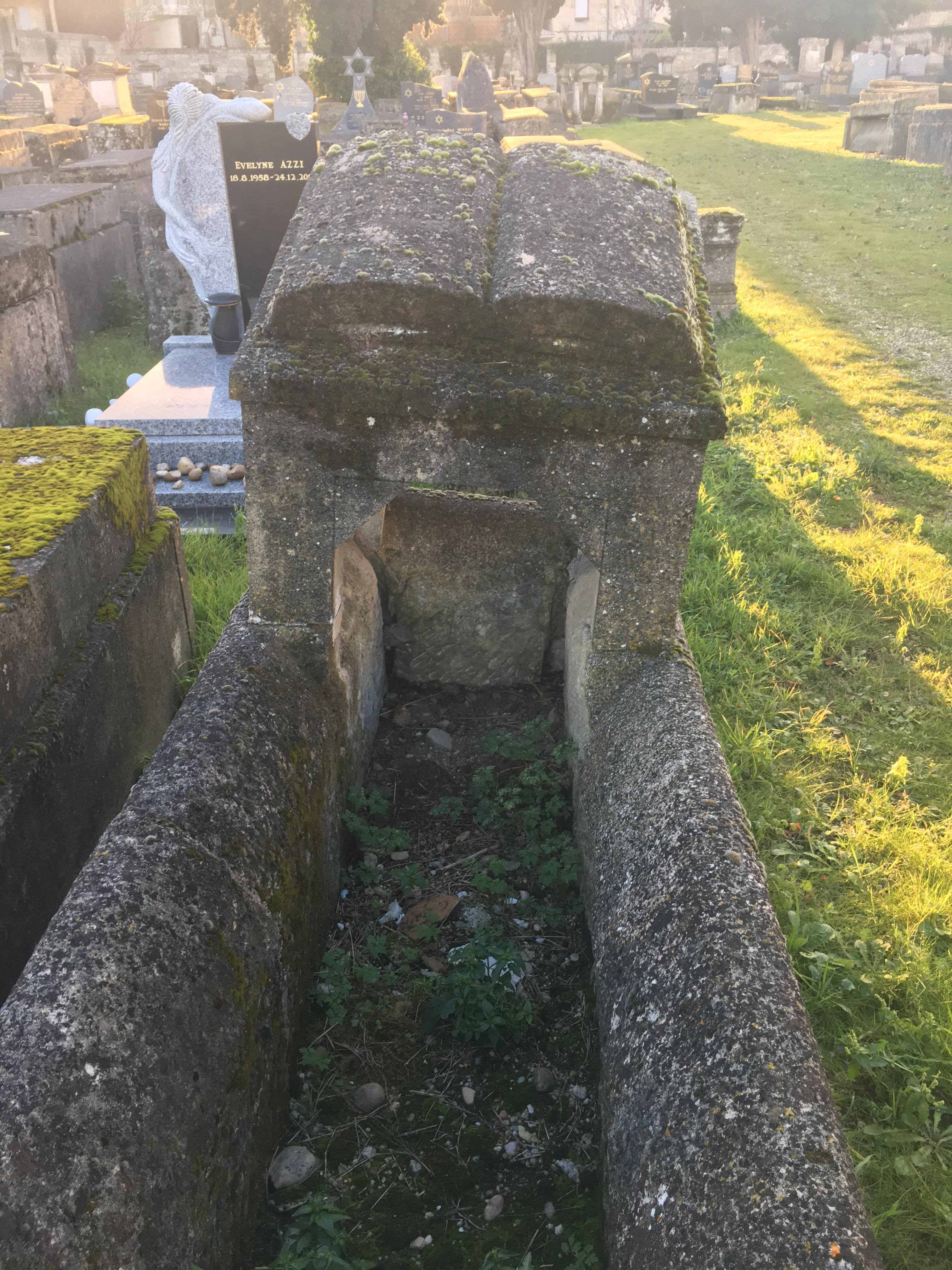
Tombe avec une Torah sculptée
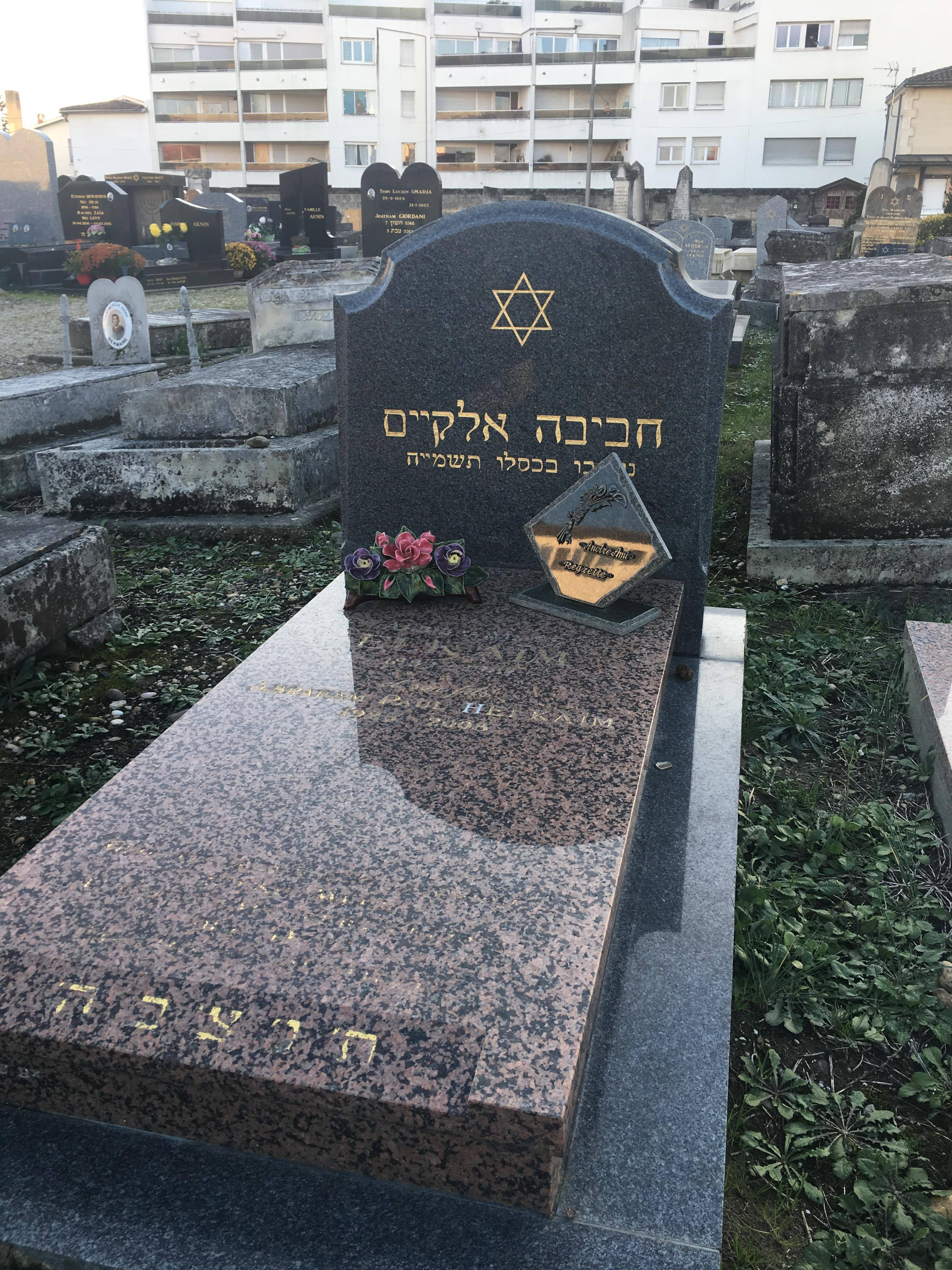
Tombe avec nom et épitaphe écris en hébreu
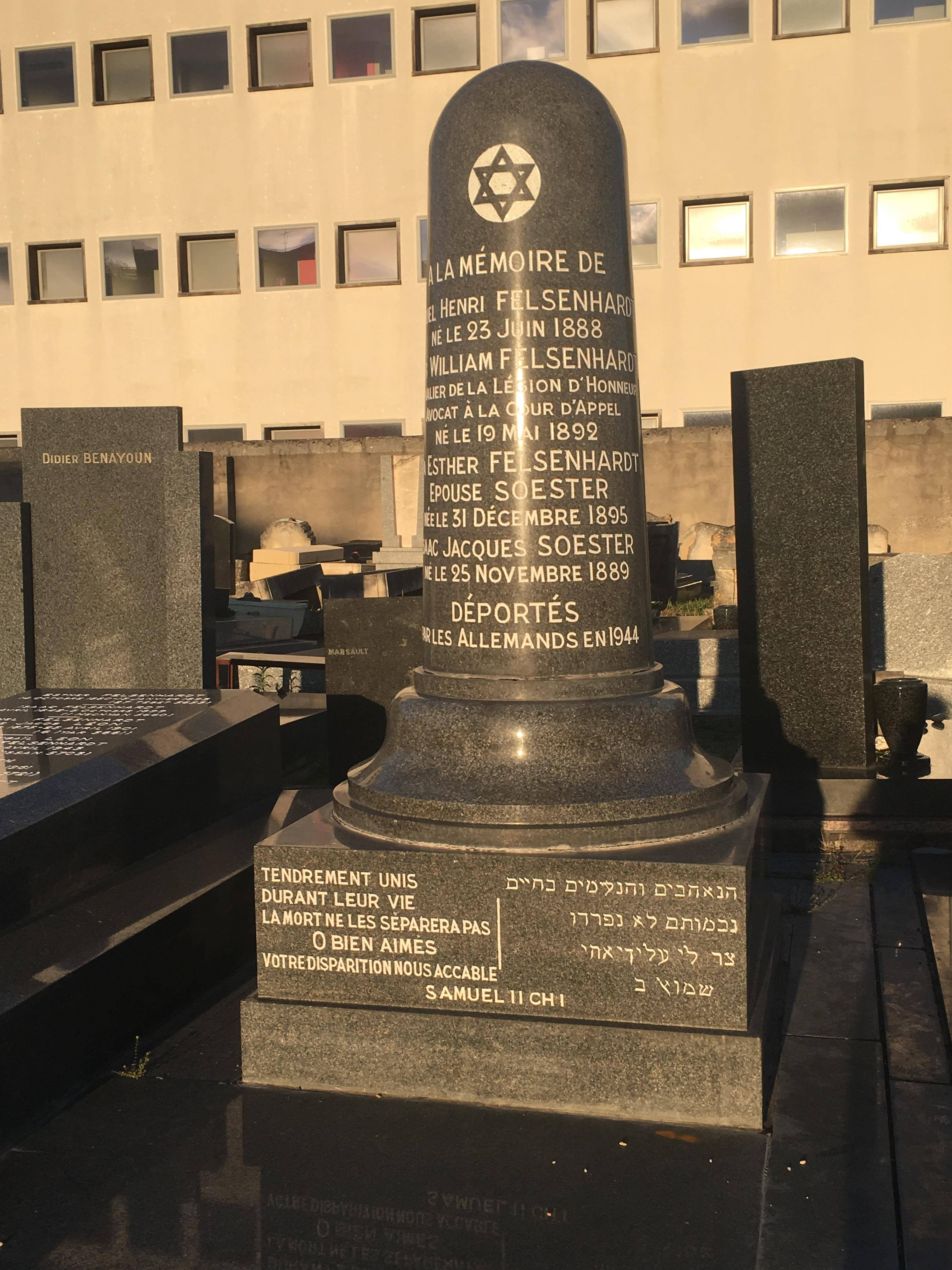
Tombe à la mémoire des Juifs portugais déportés
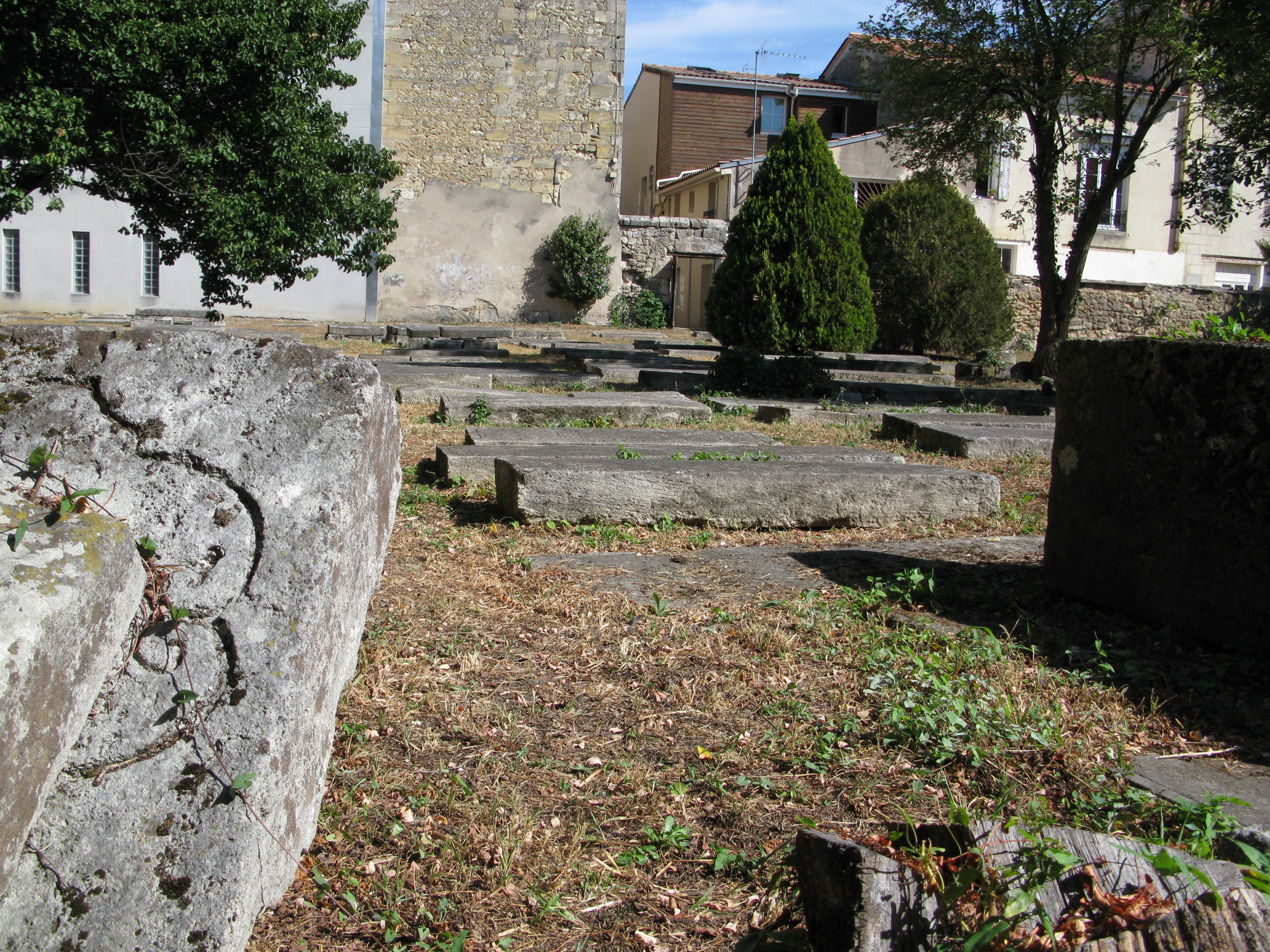
Vue d'ensemble du cimetière du Cours de la Marne (1)
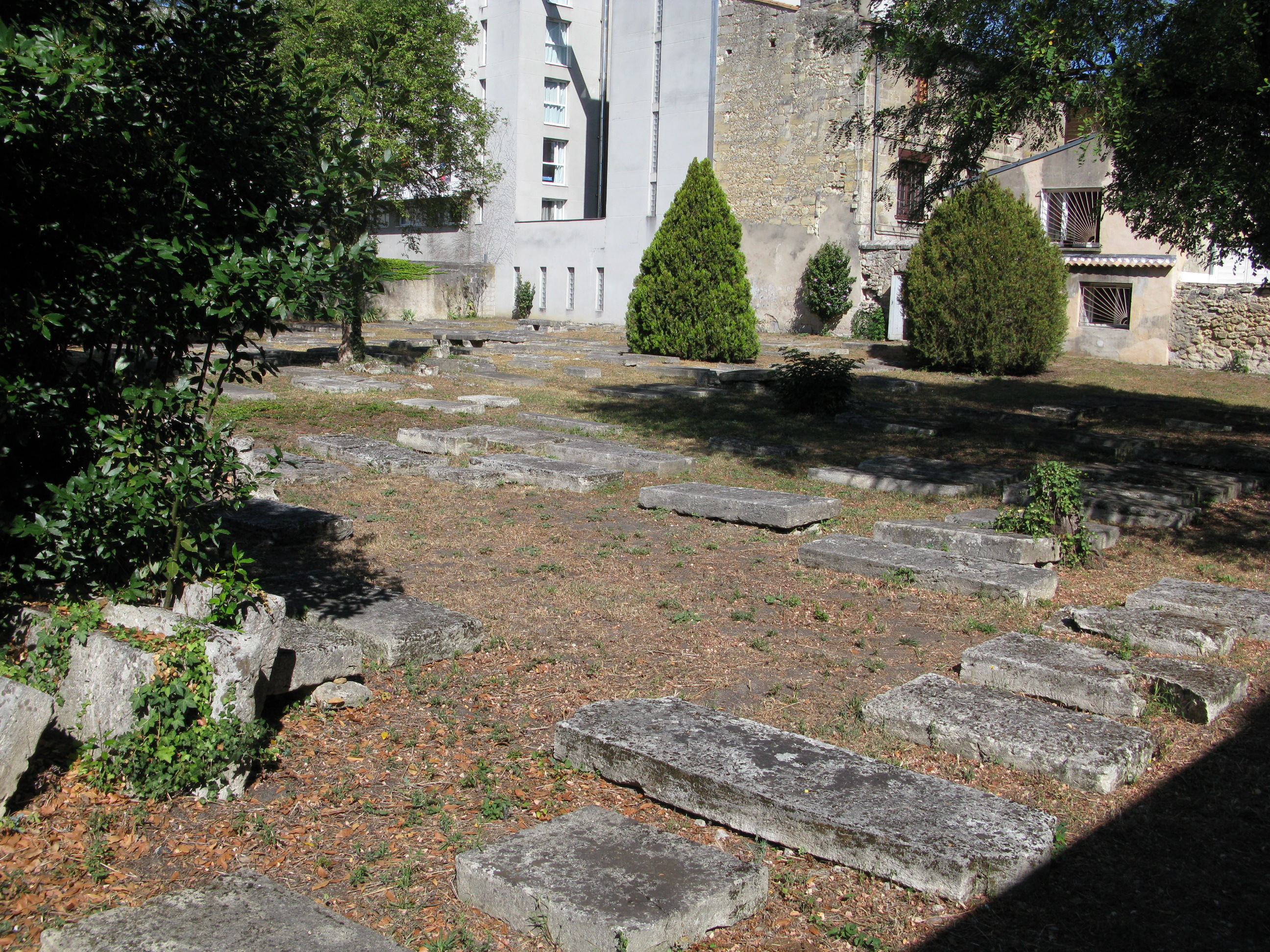
Vue d'ensemble du cimetière du Cours de la Marne (3)
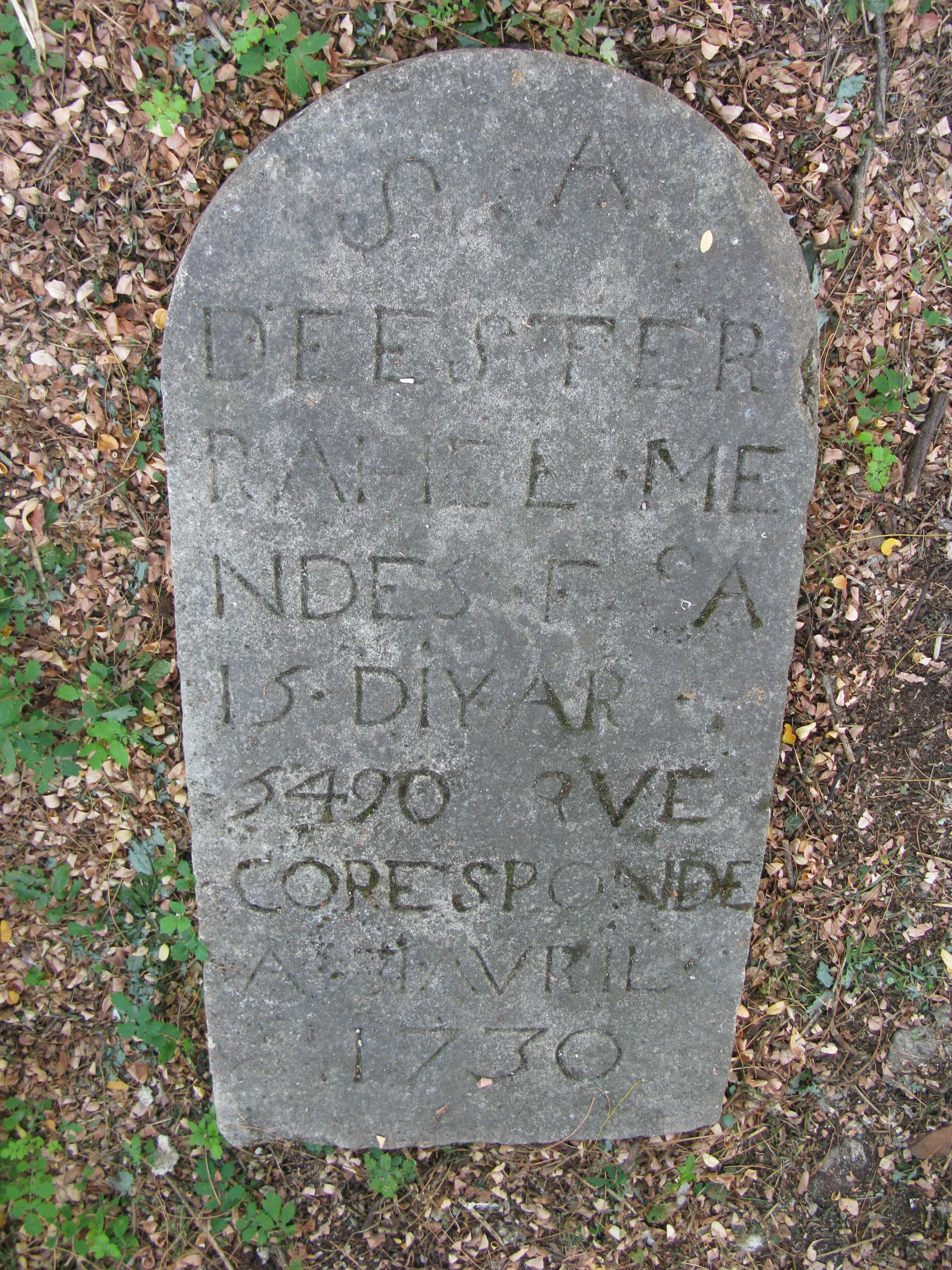
Une des tombes du cimetière des juifs portugais du Cours de la Marne
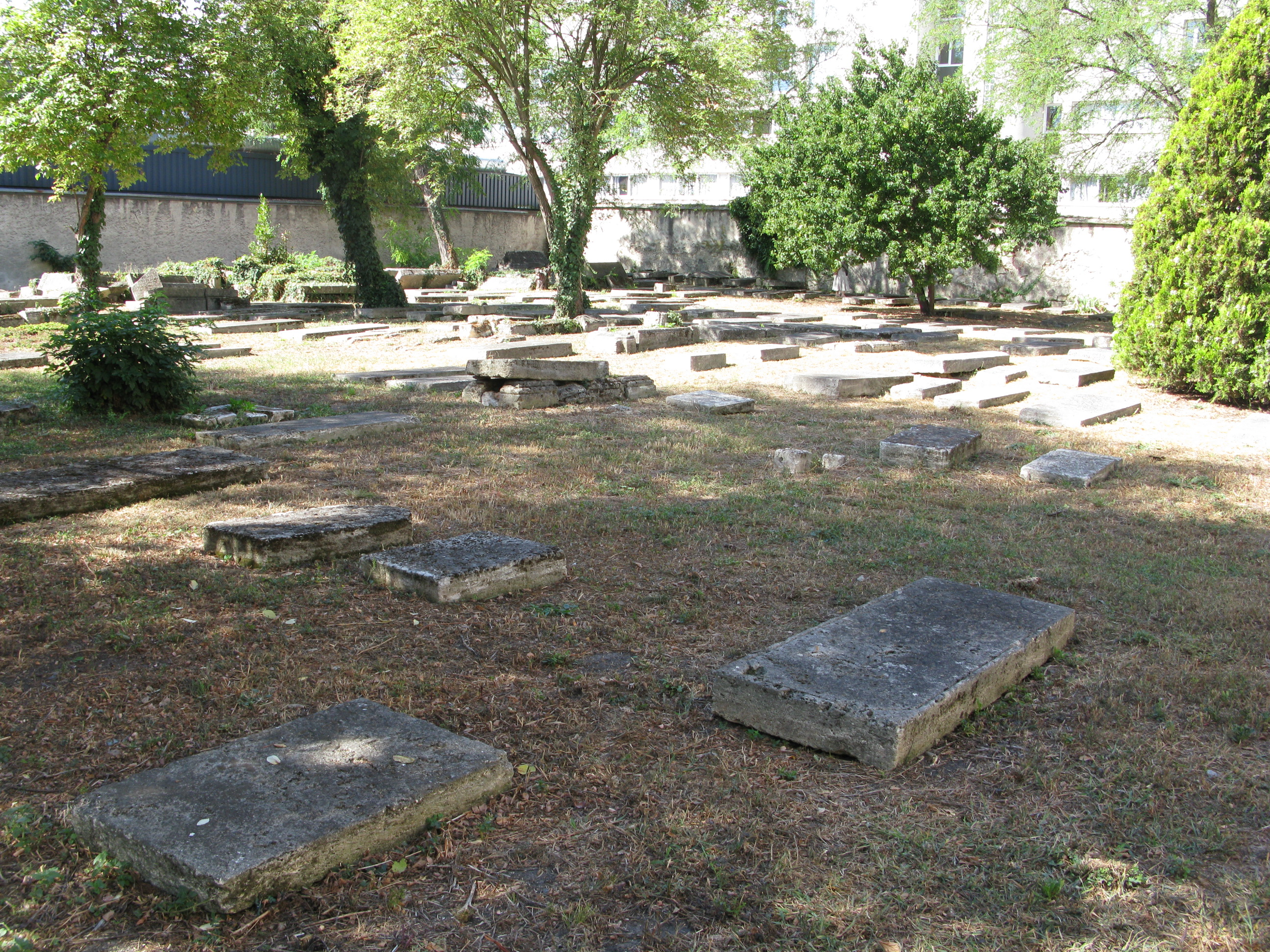
Vue d'ensemble du cimetière Cours de la Marne (5)